# Кабо-Верде на летних Олимпийских играх 2008
Кабо-Верде принимала участие в Летних Олимпийских играх 2008 года в Пекине (Китай) в четвёртый раз за свою историю, но не завоевала ни одной медали. Для этой страны это было четвёртое участие на Олимпийских играх. Два представителя Кабо-Верде участвовали на Олимпийских играх: марафонец Нельсон Круз и гимнастка Ваниа Монтейро. Другая спортсменка, Ленира Сантос, также собиралась принять участие на соревнованиях по лёгкой атлетике, но из-за травмы она пропустила Игры. Монтейро была знаменосцем Кабо-Верде на церемониях открытия и закрытия. Ни один из представителей Кабо-Верде не прошёл первых раундов своих соревнований.

## Общие сведения
Кабо-Верде участвовало на всех трёх предыдущих Олимпиадах, дебютировав в 1996 году в Атланте, США. На первые для себя Игры Кабо-Верде отправило на Игры трёх спортсменов, все они участвовали в соревнованиях по лёгкой атлетике. Это было самое большое количество заявленных спортсменов от этой страны. Рекорд был повторен в 2004 и 2012 годах. Представители Кабо-Верде ни разу не проходили дальше первых раундов своих соревнований. В 2008 году Кабо-Верде представляли два спортсмена: марафонец Нельсон Круз и гимнастка Ваниа Монтейро.

## Гимнастика

### Художественная гимнастика
В художественной гимнастике Кабо-Верде было представлено Ванией Монтейро, участвовавшей индивидуальном многоборье. Игры в Пекине для Монтейро были вторыми в ее карьере (до этого она участвовала в индивидуальном многоборье в 2004). В 2008 году Монтейро заняла последнее, 24-е, место в квалификации, набрав 49.050 баллов.
| Спортсмен      | Дисциплина                | Квалификация | Квалификация | Квалификация | Квалификация | Квалификация | Квалификация | Финал     | Финал     | Финал     | Финал     | Финал     | Финал     |
| Спортсмен      | Дисциплина                | Скакалка     | Обруч        | Булавы       | Лента        | Результат    | Место        | Скакалка  | Обруч     | Булавы    | Лента     | Результат | Место     |
| -------------- | ------------------------- | ------------ | ------------ | ------------ | ------------ | ------------ | ------------ | --------- | --------- | --------- | --------- | --------- | --------- |
| Ваниа Монтейро | Индивидуальное многоборье | 12.275       | 13.025       | 12.325       | 11.425       | 49.050       | 24           | Не прошла | Не прошла | Не прошла | Не прошла | Не прошла | Не прошла |

## Лёгкая атлетика
Кабо-Верде была представлена одним спортсменом на соревнованиях по легкой атлетике на Играх-2008. Им был марафонец Нельсон Круз. Для него участие на этой Олимпиаде стало первым, но, тем не менее, Круз участвовал на чемпионатах мира (в 2005 и 2007). 24 августа он принял участие в марафонском забеге в Пекине, в котором он стал 48-м среди 95 участников, пробежав дистанцию за 2 часа, 23 минуты и 47 секунд, отстав на более чем 17 минут от победителя, Самуэля Ванджиру.

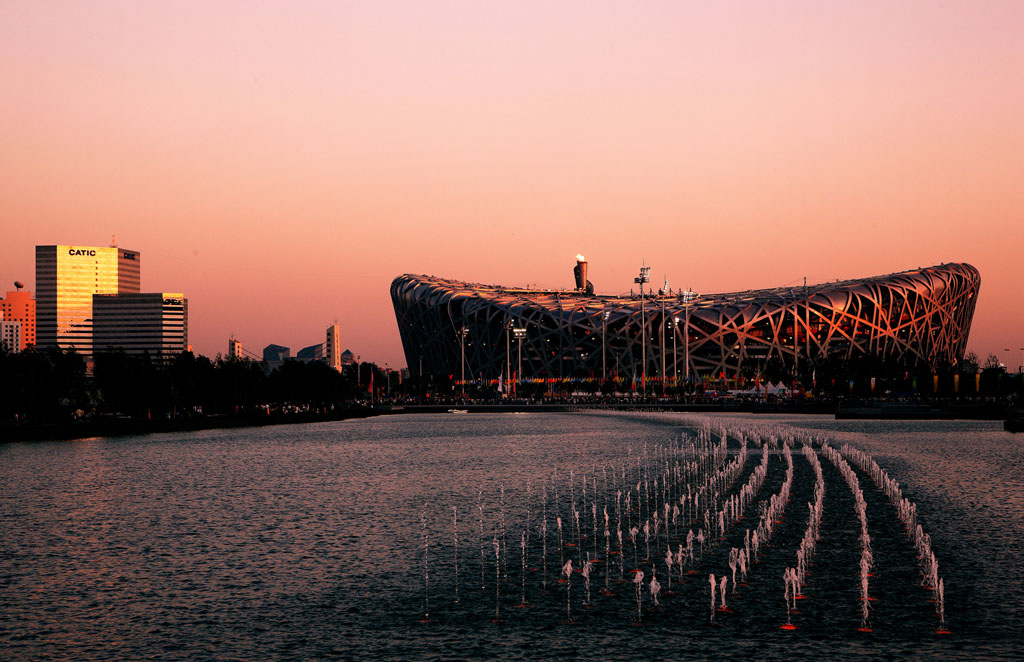
Национальный стадион, где заканчивалась марафонская дистанция

| Спортсмен    | Дисциплина        | Забег     | Забег |
| Спортсмен    | Дисциплина        | Результат | Место |
| ------------ | ----------------- | --------- | ----- |
| Нельсон Круз | Марафон (мужчины) | 2:23:47   | 48    |

## Сноски
1. ↑  19 из 95 спортсменов не добежали до финиша[18].